# Abarema lehmannii
Abarema lehmannii és una espècie de llegum del gènere Abarema de la família Fabaceae. És endèmica de la Serralada Central a Antioquia, Colòmbia. Es pot trobar als marges dels boscos muntanyosos humits.